# Angelo Panzini

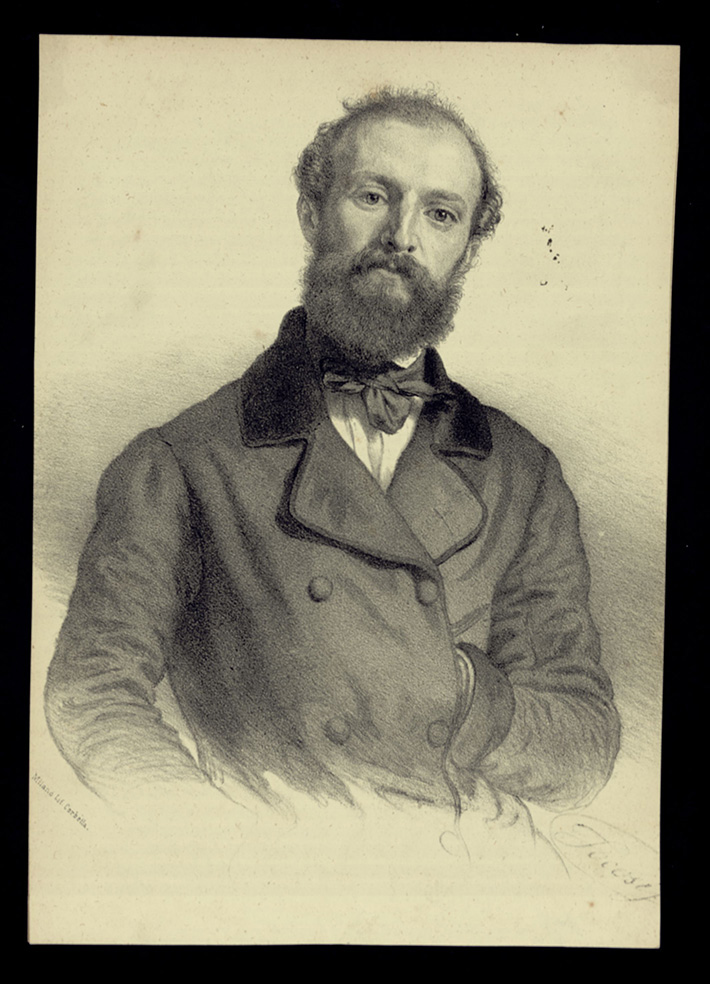
Angelo Panzini
(Roberto Focosi)

Angelo Panzini (* 22. November 1820 in Lodi; † 27. Februar 1886 in Mailand) war ein italienischer Komponist und Musikpädagoge.
Panzini studierte am Konservatorium von Mailand Klavier, Flöte und Komposition. Ab 1860 hatte er hier den Lehrstuhl für Harmonielehre, Kontrapunkt und Fuge inne. Überwiegend komponierte Panzini Klavierwerke, darunter mehrere Divertimenti über Opern Giuseppe Verdis.

## Werke
- Divertimento sull’opera "I Lombardi"
- Divertimento composto sopra motivi dell’opera "Luisa Miller"
- Divertimento sopra motivi dell’opera "Nabucodonosor"
- Divertimento sopra motivi dell’opera "Il trovatore"
- Divertimento su "Nabucco"
- Ballata für Physharmonika und Klavier
- Unflore di Primavera - Allegretto für Physharmonika und Klavier
- I tre gigli - Piccolo Divertimento